# Toyota Prius (четвёртое поколение)
Toyota Prius (рус. Тойота Приус) четвёртого поколения — гибридный легковой автомобиль, выпускавшийся японской фирмой Toyota с 2015 по 2022 год. Латинское слово prius (яп. プリウス) в названии модели трактуется как первый, изначальный.
В декабре 2015 года продажи автомобиля, созданного на новой корпоративной платформе TNGA (Toyota New Global Architecture) начались в Японии. Его оригинальный, угловатый с зазубринами и зигзагообразными элементами кузов сильно отличается от предшественников. Автомобиль и технически серьёзно изменился. Теперь он может комплектоваться как никель-металл-гидридной (ZVW50), так и литий-ионной батареями (ZVW51), которые стали компактнее и размещаются под задним сиденьем. Это, в сочетании с новой независимой задней подвеской, позволило существенно увеличить объём багажника. Впервые, но только в Японии, предлагается полноприводная версия (ZVW55) с периодически подключаемым электроприводом задней оси. С 2019 модельного года полноприводный Prius предлагается и в США.
В ознаменование 20-летия выпуска первого Prius с ноября по декабрь 2017 года в Японии продавались автомобили в специальном юбилейном оформлении. В декабре 2018 года в Японии был представлен обновлённый автомобиль.

## Кузов и оборудование

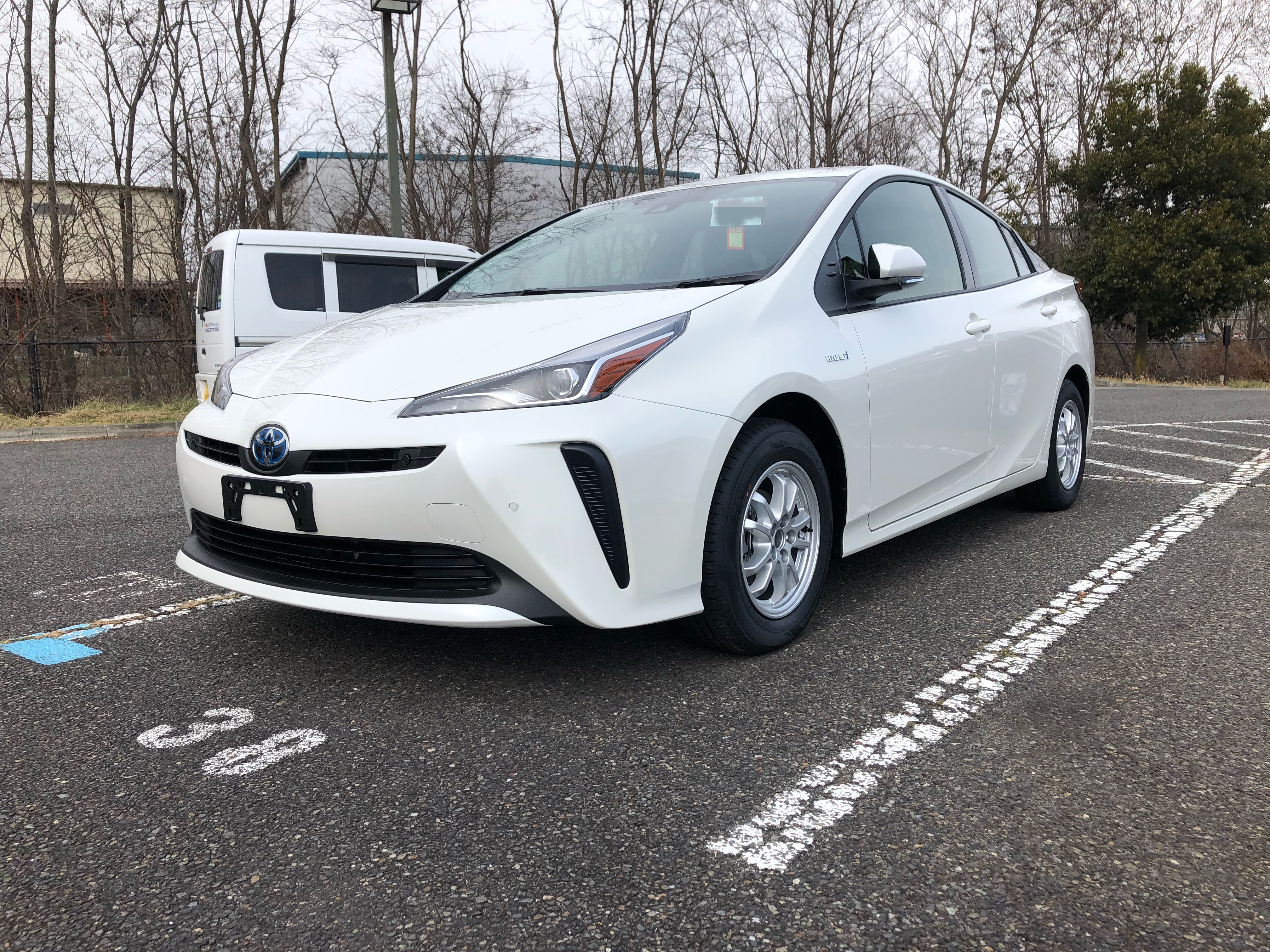
Toyota Prius после обновления 2018 года

При разработке нового Prius, по словам главного дизайнера проекта Шунсаку Кодама (Shunsaku Kodama), прежде всего надо было понять, как он должен выглядеть: как живое существо, или как машина? Сам Кодама предпочитал более мягкий, очеловеченный образ автомобиля, но руководство компании настояло на создании яркого технократического силуэта. В результате появился автомобиль с угловатой, с зазубринами передней частью, зигзагообразными задними фонарями и агрессивной боковой складкой, переходящей в спойлер.
Ещё одной важной задачей было добиться улучшения аэродинамической эффективности. Инженеры предложили сместить вперёд верхушку крыши, но это уменьшало пространство для задних пассажиров. Для решения проблемы сначала сделали крышу более тонкой и покатой по краям. Затем поработали над более компактным размещением батареи под сиденьями, в результате добившись даже чуть большего пространства сзади.
Для сохранения классического треугольного профиля были опущены капот и задний спойлер, а для снижения сопротивления воздуха улучшили обтекаемость передних стоек и сделали выпуклым заднее стекло. Последнее также улучшило обзорность назад. В результате был получен коэффициент аэродинамического сопротивления 0,24, не намного, но лучше, чем у модели предыдущего поколения.
Prius стал на 20 миллиметров ниже, поясная линия также была опущена и наклонена вперёд. Колёсная база автомобиля осталась прежней, но он стал немного длиннее и шире. Жёсткость кузова возросла более чем на 60% за счёт его замкнутой силовой структуры, применения лазерной сварки, а также более широкого использования высокопрочных сталей.

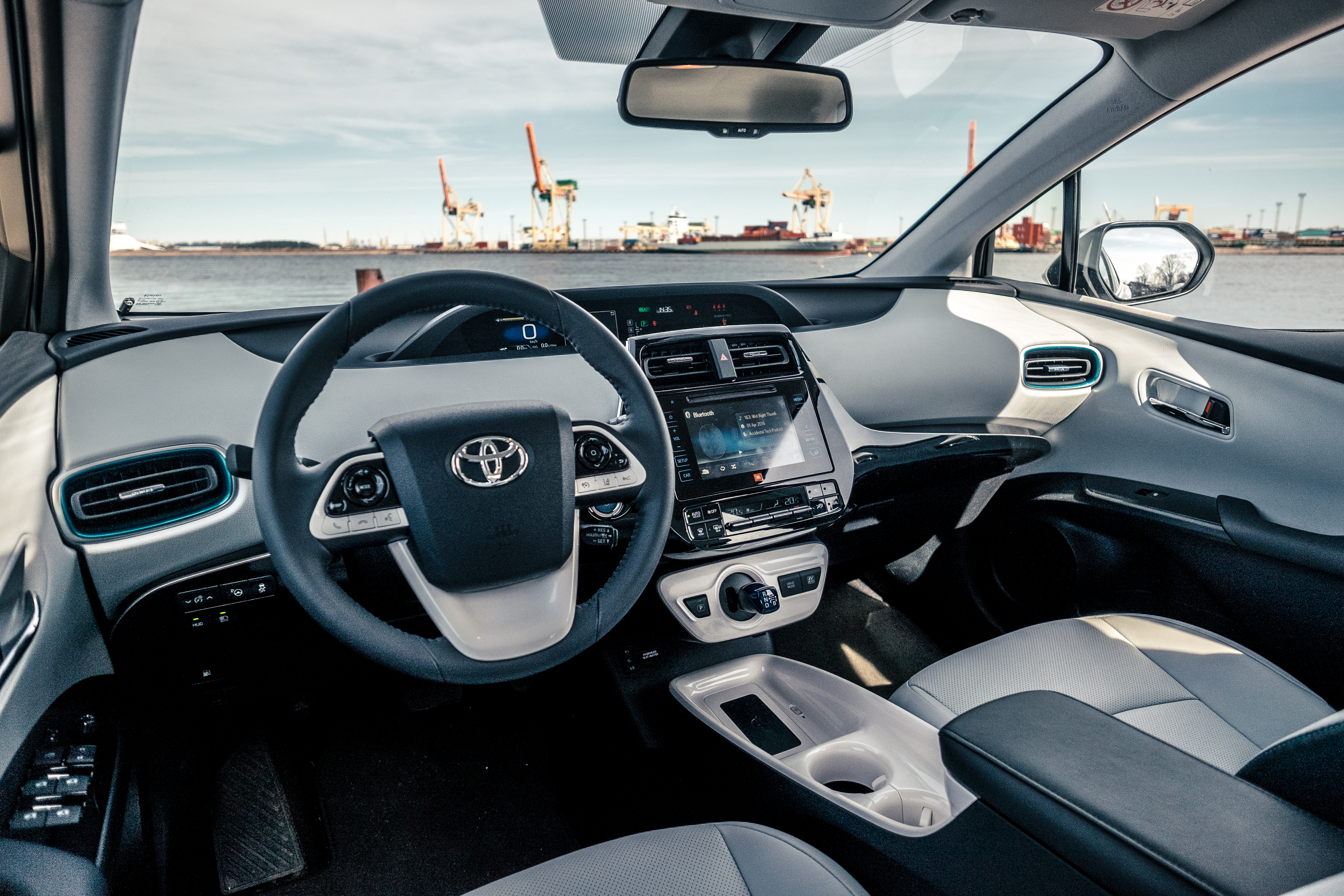
Салон Toyota Prius

В салоне, несмотря на его футуристический вид, всё направлено на создание максимального удобства. Передняя панель аккуратно окружает водителя и даже заходит на двери, а расположенный под ветровым стеклом многофункциональный дисплей отображают всю необходимую информацию. Доминирующая центральная консоль выполнена в «летящем» стиле, 6-, 7- или 9-дюймовый сенсорный экран в центре её позволяет интуитивно управлять музыкой и навигацией. Только в Японии вместо экрана можно заказать аудиосистему с радио, CD-проигрывателем и USB-входом. С 2017 года на модели в дорогих комплектациях для Японии и Северной Америки на передней панели устанавливается вертикально расположенный 11,6-дюймовый планшет такой же, как у Prius PHV.
Система проекции информации на ветровое стекло в цвете, впервые устанавливаемая на автомобили Toyota, позволяет водителю не отрывая взгляда от дороги контролировать основные параметры автомобиля. В полости под консолью можно зарядить телефон, если там установлена опционная система беспроводной зарядки стандарта Qi. Рулевое колесо покрыто специальной, выравнивающей температуру искусственной кожей. В жаркую погоду оно не обжигает, а в холодную не замораживает руки при посадке в автомобиль после длительной стоянки. Сильнее наклонённая рулевая колонка и заниженное расположение сидений обеспечивают более натуральную посадку. Полностью новые передние и задние сиденья лучше поддерживают тело, снижая усталость при длительной поездке.
Автоматическая климатическая система стала компактнее, легче и тратит теперь меньше энергии. С помощью датчиков в передних сиденьях и данных об открывании задних дверей она определяет наличие пассажиров и регулирует степень нагрева или охлаждения минимизируя потоки воздуха вокруг пустых мест. Система также отслеживает наружную температуру и яркость солнца для расчёта наиболее эффективных параметров работы.
Новая задняя подвеска, более компактная, размещённая под сиденьем, батарея и плоский бензобак позволили опустить пол багажника и увеличить его объём до 457 литров, если в нём хранится компактное запасное колесо (докатка). При использовании набора для ремонта шин ёмкость багажника возрастает до 502 литров.
Новый Prius, впервые в истории модели, способен буксировать прицеп общим весом до 725 килограммов.
Целый комплекс умных систем безопасности (Toyota Safety Sense) помогает снизить риск столкновения и облегчает управление автомобилем.
- Адаптивный круиз-контроль, работающий во всём диапазоне скоростей, с помощью радара определяет расстояние до впереди идущего автомобиля и ускоряет или замедляет Prius поддерживая безопасную дистанции[28].
- Система поддержания заданной полосы движения использует камеру для слежения за тем, чтобы автомобиль располагался между линиями дорожной разметки. Если появляется вероятность выхода за полосу движения при выключенном указателе поворота, подается звуковой сигнал и загорается предупреждающая надпись на панели приборов. Если же автомобиль продолжает двигаться в сторону, на рулевом колесе создаётся усилие, помогающее водителю вернуться обратно[29].
- Система предотвращения столкновения с помощью камеры и радара ищет автомобили и пешеходов спереди. Она прогнозирует риск столкновения и оповещает водителя, если возникает опасность. Одновременно тормозная система приводится в состояние готовности к экстренному торможению. Если же водитель не реагирует на сигналы, а столкновение неизбежно, срабатывает автоторможение[30].
- Система контроля слепых зон (англ. Blind spot monitor) используя датчики, расположенные на задних углах кузова, ищет автомобили в закрытой от просмотра зоне. При их наличии, она предупреждает водителя миганием значка в наружном зеркале с соответствующей стороны до тех пор, пока помеха не исчезнет. Эти же датчики используются при выезде задом с парковки для контроля за движущимися в поперечном направлении автомобилями[31].
- Автоматический переключатель света фар (англ. Automatic beam switching) использует камеру для определения идущих впереди и навстречу автомобилей, переключает свет с дальнего на ближний и обратно, как только дорога становиться свободной[32]. Система распознавания дорожных знаков (англ. Traffic sign recognition) также используя камеру отображает знаки на многофункциональном дисплее[33].

Автомобиль успешно прошёл Японский, Американские и Европейский тесты на безопасность.
В конце 2018 года модель получила обновление внешнего вида. Передний бампер и фары теперь имеют более простые формы, сзади появились более компактные фонари с дополнительными секциями на пятой двери.

## Гибридный силовой привод

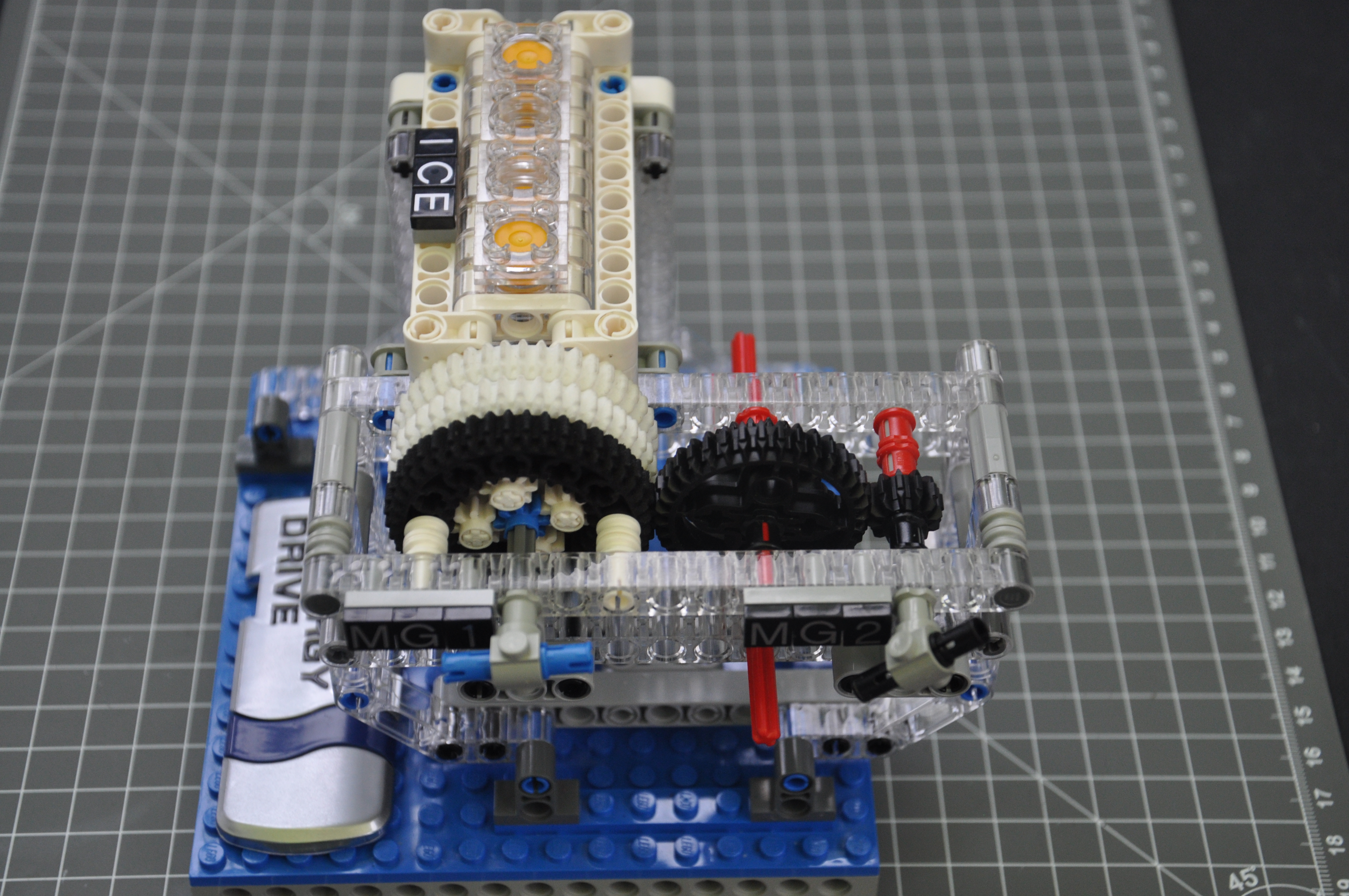
Модель гибридного силового привода Toyota Prius, сделанная из конструктора Lego. Двигатель (ICE) и генератор (MG1) с двух сторон присоединены к планетарному редуктору, вращение от которого передаётся на промежуточную шестерню. С ней же, с другой стороны, сцепляется вал электромотора (MG2)

Главным новшеством привода автомобиля этого поколения стала полностью перекомпонованная трансмиссия. Вместо соосной (на одной оси) установки электродвигателей, теперь применяется их параллельное, рядом друг с другом размещение. Такая трансмиссия стала компактнее, а потери в ней снизились примерно на 20%.
Двигатель через муфту свободного хода вращает водило с сателлитами расположенного рядом с ним планетарного редуктора. С другой стороны редуктора установлен генератор, который приводит в движение центральную, солнечную шестерню. Наружная, коронная шестерня редуктора передаёт вращение на большую промежуточную шестерню, которая другой своей стороной сцепляется с валом электромотора. К большой промежуточной шестерне сбоку, на одной оси, жёстко прикреплена малая шестерня, которая вращает дифференциал, связанный с колёсами автомобиля. Управлением оборотами и направлением вращения генератора обеспечивается плавное изменение передаточного отношения между двигателем, электромотором и колёсами автомобиля.
Новый генератор и электромотор, оба синхронные машины переменного тока, стали легче и компактнее. Работа на более высоких оборотах повышает их отдачу, чему также способствует жидкостная, вместо ранее применяемой воздушной, система охлаждения тягового электромотора мощностью 53 КВт. Электрическая эффективность блока системы управления с преобразователями тока и напряжения возросла на 20%, он стал на 6% легче и на 33% меньше. Это позволило переместить из багажника на своё привычное место под капот обычную 12-вольтовою батарею. Обновлённая логика системы управления обеспечивает лучшее взаимодействие батареи и электромотора, минимизируя эффект «ватности» на педали газа — задержку между нажатием педали и ускорением автомобиля.
Другим важным новшеством стала возможность установки на автомобиль батареи либо никель-металл-гидридных, либо литий-ионных аккумуляторов. Литий-ионная батарея имеет большую плотность зарядки, то есть позволяет запасать больше электроэнергии на единицу объёма и веса. Никель-металл-гидридная батарея работает стабильнее, особенно при низких температурах. В зависимости от предпочтений покупателей и региональных особенностей Prius может комплектоваться батареей одного или другого типа. Новая никель-металл-гидридная батарея стала на 10% компактнее, что дало возможность разметить её под задним сиденьем, освободив дополнительное пространство в багажнике. А её способность примерно на треть быстрее заряжаться, позволила чаще (в среднем на 10%) двигаться на электротяге в гибридном режиме с большей, до 105 км/ч скоростью.
Prius по-прежнему использует 1,8-литровый бензиновый двигатель мощностью 98 л.с. работающий по циклу Аткинсона. Но мотор был серьёзно переработан для повышения отдачи, экономичности, снижения габаритов и веса. Более производительная система рециркуляции отработавших газов (EGR) использует больше выхлопных газов для быстрого прогрева двигателя. Новый впускной коллектор позволяет улучшить наполнение цилиндров, а изменённая система охлаждения оптимизирует температурный режим двигателя. Трение поршней, вращающихся деталей газораспределительного механизма и масляного насоса было уменьшено, а использование моторного масла низкой вязкости позволило снизить трение скользящих частей двигателя.
Впервые Prius можно заказать в полноприводном (E-Four) варианте. В этом случае, сзади, между колёсами размещается небольшой электромотор мощностью 5,3 КВт, совмещённый с редуктором. Чуть дальше, позади располагается отдельный инвертор, питающий мотор током от основной батареи. Компактная и лёгкая конструкция размещается так, что не оказывает негативного влияния на размер багажника. Распределение мощности между осями контролируется электроникой и задний электродвигатель, при необходимости помогает двигателю или переднему электромотору. Система обеспечивает необходимый уровень тяги и сцепления при плохой погоде и на скользкой дороге.

## Ходовая часть

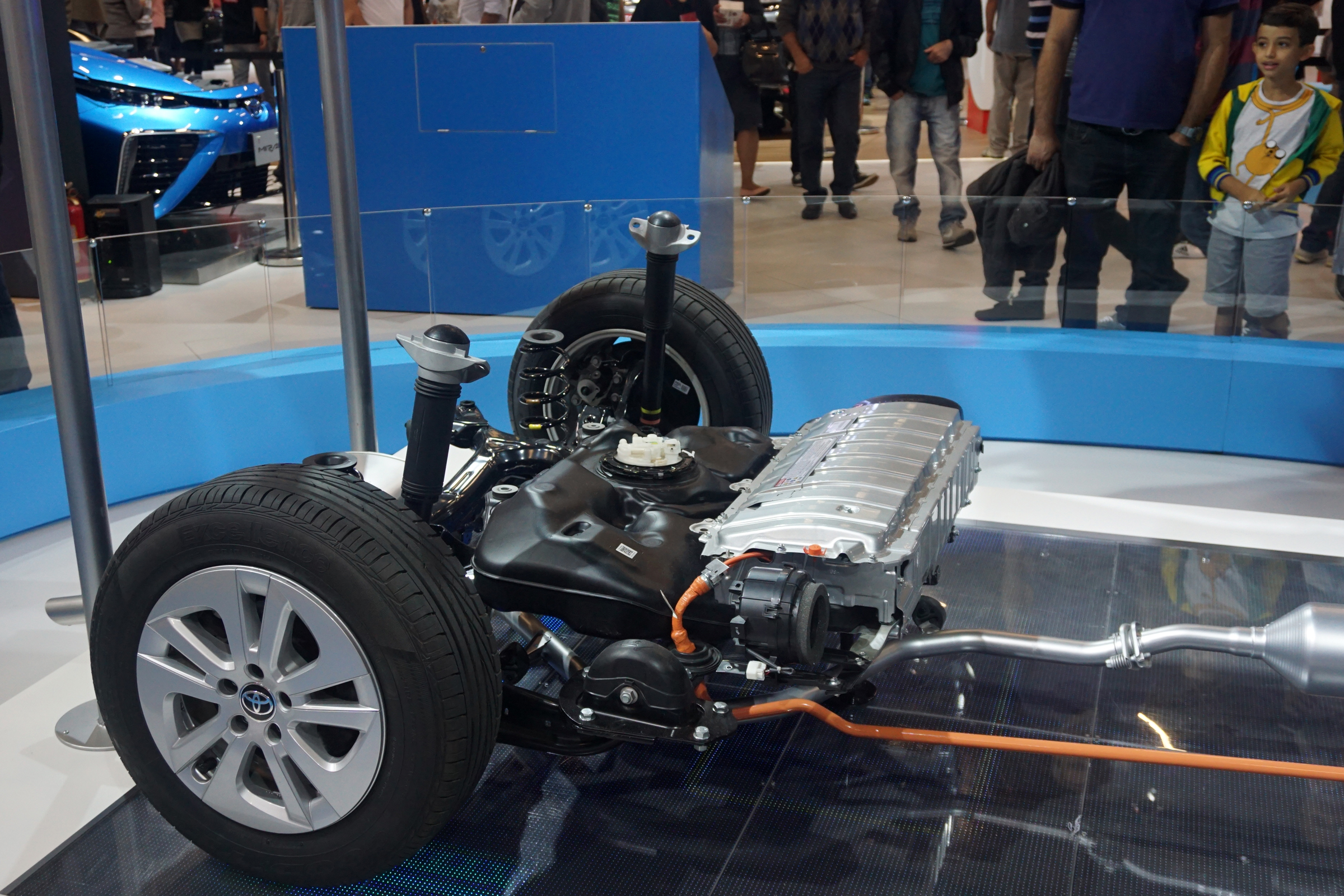
Независимая задняя подвеска Toyota Prius. На переднем плане видна большая опора продольного рычага, далее — широко расставленные амортизаторы и часть подрамника, а также 15-дюймовое колесо.

Новый Prius является первым автомобилем, использующим шасси созданное на архитектуре TNGA, которая играет решающую роль в формировании удовольствия от вождения. Автомобиль теперь стабильнее в движении, при высокоскоростном маневрировании уменьшены крены кузова, а езда по неровной дороге стала мягче.
Более жёсткий кузов создаёт идеальные условия для работы передней подвески типа Макферсон. Геометрия обновлённой подвески была серьёзно переработана, в ней применяются перекалиброванные пружины и новые амортизаторы с низким трением. Стабилизатор теперь крепится к поворотным кулакам с помощью шаровых шарниров, а его резиновые опоры имеют фторопластовые вставки. Всё это вместе позволяет передней подвеске точнее реагировать на внезапные воздействия обеспечивая стабильное и плавное движение автомобиля.
Полностью новая независимая пружинная задняя подвеска на двух рычагах обеспечивает значительное улучшение управляемости автомобиля, более чем вдвое снижает передачу ударных нагрузок и, к тому же, она компактнее. Конструкция подвески с креплением продольных рычагов к жёсткому кузову, а поперечных к подрамнику обеспечивает её идеальную геометрию. Особенностью новой задней подвески, позволяющей оптимизировать её хода, являются высоко установленные передние крепления продольных рычагов. Массивные подушки креплений созданы так, что снижают боковую подруливающую силу и, в то же время, сдерживают продольные усилия. Боковое раскачивание автомобиля уменьшают широко расставленные амортизаторы, а установленные под углом поперечные рычаги с мягкими втулками крепления с пониженным трением не дают ударным нагрузкам передаваться на кузов автомобиля.
Чувствительность, эффективность и обратная реакция — всё это улучшено в переработанном реечном рулевом управлении с перекалиброванным электроусилителем. В рулевом приводе используется новый более жёсткий промежуточный вал и новый бесщёточный электромотор в усилителе. Новая логика управления обеспечивает более низкое усилие на руле на небольшой скорости, и прецизионную управляемость и быструю реакцию — на высокой.
В управляемой электроникой тормозной системе Electronically Controlled Braking(ESB) создаётся необходимый баланс между обычным фрикционным и рекуперативным торможениями. Электроника взаимодействует с другими системами безопасности такими, как антиблокировочная система (ABS) и система контроля устойчивости (VSC), обеспечивая устойчивое торможение. При рекуперативном торможении используется тяговый электромотор как генератор для преобразования кинетической энергии автомобиля в электричество и заряда батареи. В обычной тормозной системе применяются лёгкие дисковые тормозные механизмы из алюминиевого сплава с пластмассовыми поршнями на вентилируемых дисках спереди и сплошных сзади. Новый усилитель тормозов и изменённое передаточное число педали повышают удобство управления торможением.
Специально для нового Prius на фирме Toyota спроектировали два новых лёгких литых колеса. 15-дюймовое колесо стало на 30% жёстче и хорошо гасит колебания шины, снижая шум. 17-дюймовое колесо на 700 граммов легче, снижает неподрессоренные массы автомобиля, внося свой вклад в управляемость и экономию топлива. Даже аварийное запасное колесо (докатка) стало на 1 килограмм легче. Все автомобили стандартно оборудуются системой контроля давления в шинах, важной характеристикой обеспечения безопасности движения.

## Оценка
Журналисты автомобильного издания Motor Trend сравнили Prius с новейшим гибридом Hyundai Ioniq, показавшим лучший в США расход топлива в 58 миль/галлон (4,06 л/100 км). Они отметили, что в реальной эксплуатации Ioniq работает как вычислительная машина, а не автомобиль. Всё — сплошные расчёты. Иногда это даже интересно, но чаще что-то не складывается. К плюсам можно отнести его внешний вид, не такой вызывающий как у Prius, что возможно привлечёт к автомобилю обычных, а не только экологически ориентированных покупателей. С другой стороны, горячее уклонение Ioniq от любых гибридных образов делает его слишком стерильным. Да, он современен и привлекателен и всё у него на месте, но глядя на этот автомобиль никогда не скажешь, что он расходует 4 литра бензина на 100 километров.
Сопоставив все полученные данные, журналисты заключают, что Ioniq быстрее (это если сравнивать медленный и очень медленный автомобили) и управляется аккуратнее. Но он тяжелее и у него больше тормозной путь. Традиционная ступенчатая коробка передач заставляет голову дёргаться при переключениях, когда как плавная трансмиссия Prius не ощущается связанной с педалью газа. Ioniq немного дешевле, но эта разница чувствуется в качестве материалов отделки. Реальные же замеры расхода топлива показали его резкое возрастание, по сравнению с Prius, при коротких загородных поездках. Хотя кого особо заботит расход топлива, когда он меньше 5 л/100 км?
В результате эксперты делают вывод, что Prius четвёртого поколения перейдя на новую динамичную платформу больше не едет как Prius. А новый внешний вид удвоил его индивидуальность и, даже если вы его ненавидите, никогда не утомляет. У новичка Hyundai был неплохой первый раунд против чемпиона, но у него пока мало аргументов для победы. Их выбор — пока ещё Prius.
| Некоторые результаты измерений            | Некоторые результаты измерений   | Некоторые результаты измерений   |
| ----------------------------------------- | -------------------------------- | -------------------------------- |
|                                           | 2017 Hyundai Ioniq Hybrid        | 2016 Toyota Prius Three          |
| Время разгона 0—60 миль/час (0—96,5 км/ч) | 9,4 с                            | 9,7 с                            |
| Стандартная ¼ мили (400 м) с места        | 7,1 с — 80,8 миль/час (130 км/ч) | 7,4 с — 77,6 мили/час (125 км/ч) |
| Тормозной путь с 60 миль/час (96,5 км/ч)  | 124 фута (37,8 м)                | 115 футов (35 м)                 |
| Расход топлива                            |                                  |                                  |
| В городе                                  | 57,3 мили/галлон (4,1 л/100 км)  | 56,4 мили/галлон (4,2 л/100 км)  |
| По шоссе                                  | 46,3 мили/галлон (5,1 л/100 км)  | 56,2 мили/галлон (4,2 л/100 км)  |
| Смешанный                                 | 51,8 мили/галлон (4,5 л/100 км)  | 56,3 мили/галлон (4,2 л/100 км)  |

Эксперты издания CAR, проехав за год на автомобиле Prius более 17 тысяч миль (~27 тыс. км) по Лондону и его окрестностям остались очень довольны. Несмотря на пугающий внешний вид, автомобиль оказался тихим и плавным, и идеально приспособлен для движения по городу. А скучные поездки по автомагистралям скрашивала прекрасно звучавшая аудиосистема JBL. Но больше всего их поразил средний расход топлива, примерно в 60 миль на галлон (4,7 л/100 км). А в один летний день при хорошей погоде во время периода отпусков, когда дороги пусты, автору обзора удалось достичь расхода топлива в 94 мили на галлон (3 л/100 км). Так что, на этом автомобиле реально можно сэкономить, заключают журналисты. Даже с учётом амортизации, расходы на Prius оказались одними из самых низких среди всех когда-либо протестированных автомобилей.

## Комментарии
1. 1 2 3  Только в Японии.
2. 1 2  С полным приводом.
3. ↑  Американский галлон.
4. ↑  Комплектации Prius в США обозначаются номерами: самая простая — первая (One), самая «навороченная» — четвёртая (Four)[57]. Не стоит путать с поколениями автомобиля.
5. ↑  Английский галлон.